# Christus (Liszt)
Christus (S3) je název oratoria maďarského skladatele Ference Liszta dokončené v roce 1866. Dílo v hudebním pojetí shrnuje život Ježíše Krista, od narození po zmrtvýchvstání. Provedení celého díla trvá asi 150 minut.
Liszt ve svém díle Christus usiluje nejen o vyobrazení Ježíšova života a utrpení v klasickém smyslu. Záměrem skladatele bylo probuzení křesťanských hodnot, jakými jsou láska a smíření. Těžiště díla spočívá ve 12. části, Stabat Mater dolorosa, která obsahuje kompletní text středověké liturgické sekvence Jacopona da Todiho.

## Historie
Dílo vzniklo mezi roky 1862 až 1866 a po Legendě o svaté Alžbětě je skladatelovým druhým oratoriem. Po svém odjezdu z Výmaru do Říma v roce 1861 již měl skladatel zhudebněnu většinu svých duchovních skladeb. Poté, co Liszt vyloučil slibný text autorů Georga Herwegha a Petera Cornelia, sestavil si Liszt sám texty z Bible pro svůj záměr zhudebnění.
V roce 1866 bylo uvedeno několik částí skladby a premiéra kompletního díla proběhla 29. května 1873 ve Výmaru, avšak i Lisztovi přátelé na dílo reagovali rezervovaně.
Další uvedení díla na počátku 20. století však nadchlo skladatele, např. Arnolda Schönberga, Antona Weberna či Richarda Strausse. Dílo je od roku 1970 uváděno stále častěji a bylo několikrát natočeno na CD. V září 2006 bylo ve Výmaru a Zhořelci a v roce 2016 v Kasselu uvedeno korigované nové vydání v tisku Nakladatelství Bärenreiter.

## Jednotlivé části
Motto – Veritatem autem facientes in caritate
- Vánoční oratorium
  - Nr. 1 – Úvod: Rorate coeli (citace gregoriánské melodie)
  - Nr. 2 – Pastorela a zvěstování anděla
  - Nr. 3 – Stabat Mater speciosa
  - Nr. 4 – Zpěv pastýře u jesliček 
  - Nr. 5 – Pochod tří králů
- Po epifaniích
  - Nr. 6 – Blahoslovenství
  - Nr. 7 – Pater noster
  - Nr. 8 – Založení církve: Tu es petrus
  - Nr. 9 – Zázrak
  - Nr. 10 – Příchod do Jeruzaléma
- Pašije a vzkříšení
  - Nr. 11 – Tristis est anima mea
  - Nr. 12 – Stabat Mater dolorosa
  - Nr. 13 – O filii et filiae (velikonoční chvalozpěv)
  - Nr. 14 – Resurrexit. Christus vincit